# Niramon Aunprom
Chao Khun Phra Sineenat Bilaskalayani (tiếng Thái: เจ้าคุณพระสินีนาฏ พิลาสกัลยาณี), tên thật Niramon Aunprom (tiếng Thái: นิรมล อุ่นพรม, RTGS: Niramon Unphrom; sinh 28 tháng 1 năm 1985), có biệt danh là Koi, là phi tần của Quốc vương Thái Lan Rama X, tước xưng Chao Khun Phra. Báo chí Việt Nam khi nói đến Sineenat thường gọi là "Hoàng quý phi Thái Lan".
Vua Rama X khi còn là Thái tử đã phong cho bà một số cấp bậc và chức vụ trong quân đội, bao gồm quý danh là Sineenat Wongvajirapakdi (tiếng Thái: สินี นาฏ วงศ์ ว ชิ รา ภั ก ดิ์; RTGS: Sininat Wongwachiraphak). Sau khi Thái tử Vajiralalongkorn kế vị trở thành Vua Rama X, ông đã phong bà tước vị 「Chao Khun Phra Sineenat Bilaskalayani」 (tiếng Thái: เจ้าคุณ พระ สินี นาฏ พิลาส กัลยาณี; RTGS: Sininat Philatkanlayani) vào ngày 28 tháng 7 năm 2019. Bà là người phụ nữ đầu tiên trở thành phi tần của Vua Thái Lan trong gần một thế kỷ bởi Vua Rama VII và Rama IX đều theo chế độ một vợ một chồng.
Ngày 21 tháng 10 năm 2019, bà bị phế truất tước vị Quý phi cùng toàn bộ quân hàm, trở thành thường dân, sau cáo buộc mưu đồ cướp ngôi Vương hậu. Mười một tháng sau, bà được phục vị Quý phi.

## Cuộc sống ban đầu
Sineenat sinh ngày 28 tháng 1 năm 1985. Nơi sinh của bà được cho là ở huyện Tha Wang Pha, tỉnh Nan, Thái Lan. Bà hoàn thành chương trình giáo dục cấp trung học tại Trường Thawangphapittayakhom. Sau đó bà học tập và tốt nghiệp bằng cử nhân điều dưỡng tại Học viện Y tá Quân đội Vương thất Thái Lan ở Bangkok vào năm 2008.

## Vương phi Thái Lan
Theo tiểu sử chính thức do Vương thất Thái Lan công bố và một số nguồn khác, từ năm 2008 đến năm 2012, Sineenat - lúc bấy giờ được biết đến với tên trước đó là Niramon Ounprom - làm y tá tại bệnh viện Phra Mongkutklao và một bệnh viện quân đội là bệnh viện Ananda Mahidol.
Ounprom trong tiểu sử chính thức đã lên cấp Đại tá vào năm 2015 và đã "ghi danh vào Đội cảnh sát Ratchawallop, Đội cận vệ Vương thất 904". Trước đó, Ounprom đã hoàn thành khóa huấn luyện quân sự về nhảy dù, vệ sĩ vương thất, và "Khóa học đủ điều kiện chiến đấu trong rừng" của quân đội Thái Lan. Bà có bằng phi công tư nhân sau khi được đào tạo ở Đức và trường bay vào năm 2018 với Không quân Thái Lan. Đến tháng 5 năm 2019, bà mang quân hàm Thiếu tướng.
Ngày 28 tháng 7 năm 2019, Sineenat được Vua Rama X sách phong làm 「เจ้าคุณพระ; Chao Khun Phra」 vào đúng dịp sinh nhật của ông. Lễ sách phong được tiến hành trước sự chứng kiến của Vương hậu Suthida, chính thất của nhà Vua. Qua sự kiện này, bà chính thức trở thành phi tần đầu tiên của Thái Lan sau gần một thế kỷ kể từ khi Quốc vương Vajiravudh (Rama VI) sách phong Khrueakaeo Abhayavongsa làm 「Phra Nang Chao」 vào năm 1925. Đồng thời, bà cũng là vị hậu cung tần ngự thứ hai được nhận danh hiệu cao quý nhất dành cho phi tần kể từ khi Prayurawong được sách phong làm 「Chao Khun Phra」 dưới triều Rama V.
Vào tháng 8 năm 2019, tiểu sử cùng với 60 bức ảnh của Vương phi Sineenat được công bố trên trang web của Cục Vương thất, đạt được lượng truy cập quá lớn đến mức khiến trang web bị sập.

## Thất sủng
Ngày 21 tháng 10 năm 2019, Sineenat Bilaskalayani bị phế bỏ mọi tước hiệu, công báo Vương thất Thái Lan Royal Gazette cho biết bà Sineenat bị hủy mọi tước hiệu do "bất trung với nhà Vua" cũng như có hành vi "chống lại mệnh lệnh của Vương hậu Suthida vì tham vọng cá nhân". Toàn bộ cấp bậc và huân chương của bà cũng bị hủy bỏ, công báo giải thích lý do phế Sineenat là: 「Hành vi của bà Sineenat là không tôn trọng chế độ quân chủ, gây ra mâu thuẫn trong giới chức vương thất và khiến công chúng hiểu lầm.」 Không ai biết tung tích của Sineenat trong khoảng thời gian từ khi bà bị phế truất đến cuối tháng 8 năm 2020, có tin đồn bà đang bị giam trong tù hoặc đã chết.

## Được phục vị
Ngày 27 tháng 8 năm 2020, Trung tâm Cải tạo nữ Lat Yao được cho là đã đóng cửa trong vòng hai ngày, một chiếc máy bay Boeing 737 từ đội bay riêng của Vua Rama X đã được điều động đến Băng Cốc. Theo nhà báo Andrew MacGregor Marshall, phế phi Sineenat bị giam giữ tại nhà tù này và sự kiện đóng cửa nhà tù là một trong các sự kiện nằm trong kế hoạch bí mật đưa Sineenat đến Munich, nơi bà sẽ ở lại cùng hậu cung của nhà Vua, để chuẩn bị cho khả năng ân xá có thể xảy ra trong tương lai cũng như khả năng phục vị của Sineenat.
Vào ngày 29 tháng 8 năm 2020, việc phục vị được chính thức công bố với một sắc lệnh từ Hoàng thất Thái Lan cho biết: 「Vì bà Sineenat Wongvajirapakdi chưa từng làm điều sai trái, Quốc vương ban cho bà tước hiệu Vương phi, quân hàm và huy chương vương thất. Bà sẽ được coi như chưa từng bị tước danh hiệu Vương phi, quân hàm và huy chương vương thất.」 Công báo được đề ngày có hiệu lực từ 29/8.
Giữa tháng 12 năm 2020, thông tin Vương phi Sineenat bị lộ hơn 1.400 bức ảnh "nhạy cảm" lan truyền rộng rãi trên các phương tiện truyền thông thế giới. Những đối thủ của Sineenat được cho là đã gửi hơn 1.000 bức ảnh nhạy cảm của bà cho các nhà hoạt động chống Vương thất Thái Lan. Những bức ảnh được cho là do Sineenat chụp từ năm 2012 đến 2014, trong đó có nhiều bức khỏa thân, đã được gửi cho Andrew MacGregor Marshall, một nhà báo người Anh từng viết nhiều bài về Vương thất Thái Lan. Andrew cho biết: "Hầu hết là ảnh bà ấy tự chụp và hàng chục bức rất lộ liễu...Các bức ảnh của Koi đã bị rò rỉ trong một nỗ lực nhằm phá hoại việc bà quay lại làm Quý phi".
Ngày 27 tháng 1 năm 2021, một số phương tiện truyền thông phương Tây và Việt Nam lan truyền thông tin "’'Hoàng Quý phi Sineenat được sách phong danh hiệu Đệ nhị Hoàng hậu" nhân dịp sinh nhật lần thứ 36. Thông tin này xuất phát từ bài đăng trên tài khoản Twitter của Andrew MacGregor Marshall ngày 23 tháng 1 năm 2021, cụ thể Andrew nói: "Vua Vajiralongkorn dự định nâng Quý phi Sineenat "Koi" Wongvajirapakdi lên địa vị Vương hậu, tương tự các vị quân chủ thời cận đại khi lập cùng lúc nhiều Vương hậu". Tuy nhiên, trang web chính thức của vương thất và chính phủ Thái Lan cũng như truyền thông Thái Lan chưa hề ra thông báo gì về chuyện này, trang thông tin tiểu sử của bà Sineenat vẫn giữ nguyên danh hiệu cũ là 「เจ้าคุณพระสินีนาฏ พิลาสกัลยาณี; Chao Khun Phra Sineenat Bilaskalayani」. Ngày 28 tháng 1 năm 2021, Andrew đã lên tiếng đính chính việc Sineenat được phong hậu như truyền thông nước ngoài đang đưa tin: "Vajiralongkorn vẫn chưa phong Quý phi Sineenat Wongvajirapakdi làm Đệ nhị Vương hậu. Một số phương tiện truyền thông đã nhầm lẫn khi đưa tin về chuyện này".

## Tước vị
- 26 tháng 1 năm 1985 – tháng 12 năm 2014: Niramon Ounprom (นิรมล อุ่นพรม)
- Tháng 12 năm 2014 – 28 tháng 7 năm 2019: Đại tá Sineenat Wongvajirapakdi (สินีนาฏ วงศ์วชิราภักดิ์)
- 30 tháng 4 năm 2019 – 24 tháng 5 năm 2019: Than Phu Ying (Dame) Đại tá Sineenat Wongvajirapakdi (ท่านผู้หญิงสินีนาฏ วงศ์วชิราภักดิ์)
- 24 tháng 5 năm 2019 – 28 tháng 7 năm 2019: Than Phu Ying (Dame) Thiếu tá Sineenat Wongvajirapakdi (ท่านผู้หญิงสินีนาฏ วงศ์วชิราภักดิ์)
- 28 tháng 7 năm 2019 – 21 tháng 10 năm 2019: Vương phi (Chao Khun Phra) Sineenat Bilaskalayani (เจ้าคุณพระสินีนาฏ พิลาสกัลยาณี)
- 21 tháng 10 năm 2019 – 29 tháng 8 năm 2020: Niramon Ounprom (นิรมล อุ่นพรม)
- 29 tháng 8 năm 2020 – hiện nay: Vương phi (Chao Khun Phra) Sineenat Bilaskalayani (เจ้าคุณพระสินีนาฏ พิลาสกัลยาณี)